# 短期记忆
短期记忆（英语：Short-term memory，也称为primary memory或者active memory）是记忆的一种类型，它可以在头脑中让少量信息保持激活状态，在短时间内可以使用。短期记忆的持续时间（在没有复述或者激活的情况下）以秒计算，通常在5－20秒。与长期记忆相比，短期记忆对信息的储存时间较短，信息储存的容量也很有限。关于短期记忆的容量，一个常常引用的数字是7 ± 2 个元素。
短期记忆需要和工作记忆相区别。工作记忆指的是用来临时存储和处理信息的结构和过程（详见下文）。

## 两种记忆的单独存储
将记忆分为短期和长期两种记忆的想法，可以追溯到19世纪。在1960年代发展起来的一个经典模型，假设所有的记忆都是经历了从短期记忆到长期记忆的转化过程，这个模型称作记忆的情态模型（modal model），由理查德·席夫林所作的表述最为著名。 然而，专家们在一些问题上仍然存在争论，例如两种记忆之间转化的具体机制、 永久保留的记忆是全部还是一部分、以及这两类记忆是否存在确实的区别。
短期记忆有单独的存储机制的证据之一，来自于顺行性失忆症，它表现为无法学习新的事情。顺行性遗忘症的病人在短时间内（最长达30秒）维持少量信息的能力并没有受影响，但是奇特的是，他们生成长期记忆的能力受到了损害。一个著名的病例就是H.M.。对这些现象的解释是，它表明遗忘症和其他脑疾病将短期记忆区别对待。
另一些证据来自对记忆干扰的实验研究，例如扰乱任务，像是在学习之后重复地要求从一个大数减去一个小整数，参见布朗-彼得森实验。这样的实验显示，近期学习的单词表（据信是由短期记忆存储）中会有3到5个词的记忆受到损害；而其他的干扰手段，例如使用词义近似的几个词，仅仅会影响到早先记忆下的单词表， 而不会影响到刚刚记下的单词表。这个结果显示，不同的因素会影响到不同的记忆的唤起，短期记忆受练习后的干扰影响，而长期记忆受近义词的影响。综上所述，这些发现说明长期记忆和短期记忆可以独立地分别受到改变。
并非所有的研究者们都相信长期记忆和短期记忆是两个不同的系统。有的理论家支持，所有时间尺度的记忆，从毫秒到年，都属于单一系统。 单一记忆系统假设的证据，来源于长期记忆和短期记忆的边界并不明确的事实。例如，Tarnow指出，“唤起记忆概率/记忆潜伏期”的曲线，从6到600秒（10分钟）都是直线。  如果在这个区间内真的存在两种不同的记忆储存方式，那么预想应该观察到这条曲线的不连续。另一些研究指出，刚刚学习之后的唤起误差曲线（依赖短期记忆）和学习24小时之后的唤起误差曲线（依赖长期记忆）看起来非常相似。
不支持短期记忆存储的更多证据，来自包含连续扰乱任务的实验。1974年，Robert Bjork 和 William B. Whitten 给被试展示一些单词对以供记忆，在每一对单词之前和之后，被试需要做12秒的简单乘法。最后的一对词展示完之后，被试需要做20秒的乘法扰乱任务。Bjork 和 Whitten 发现结果中的近因效应（最后一组元素被唤起的概率会提高）和首位效应（第一组元素被唤起的概率会提高）仍然存在。这个结果不支持这样的看法：短期记忆在缓存中占据一些单词对的位置，从而减弱了长期记忆中的维持能力。Bjork 和 Whitten 假定，这些结果应该归于记忆过程中长期记忆与短期记忆的唤起之间的冲突。
Ovid J.L. Tzeng (1973) 也发现了自由回忆中的近因效应似乎并非由于短期记忆存储功能引起。他们在实验中向被试展示4个学习周期，每个周期10个单词表，伴随着连续的扰乱任务（20秒周期的倒数）。在每个列表结束后，参与者可以自由回忆列表中的单词，越多越好。第四个列表的自由回忆结束之后，要求参与者们自由回忆全部四个列表中的单词。中途的自由回忆和最后的自由回忆都表现出近因效应。这个结果和短期记忆模型所预言的不一致，该模型预言近因效应在中途和最后的自由回忆中都不会出现。
Koppenaal 和 Glanzer (1990) 试图将这个现象解释为被试对扰乱任务的适应，从而使得他们保留短期记忆存储中的一部分功能。作为证明，他们进行了自己的实验，在实验中最后出现一个扰乱信息，而不是之前就出现（比如心算任务和读词任务），结果长程近因效应消失了。Thapar 和 Greene 挑战了这一理论。在他们的一个实验中，被试在每一次学习之后施以不同的扰乱任务，按照Koppenaal 和 Glanzer 的理论，不应该出现近因效应，因为被试没有时间去适应这些扰乱。但是他们在实验中还是保持着近因效应。
关于近因效应在连续的扰乱条件下存在，在仅有最后出现扰乱条件时却消失，有一个解释是过程的显著和前后信息的影响。 按照这个模型，近因效应的原因是最后一个信息的前后信息和其他信息的前后信息相似，从而使得最后一个信息从中间的信息里显得独特。在最后出现扰乱任务时，最后一条信息的前后信息不再和其他信息的前后信息类似。同时，唤起回忆的提示不再和没有扰乱任务一样有效。所以，近因效应减弱或者消失。但是，扰乱任务如果放置在所有信息中间，那么近因效应就会恢复，因为所有信息又有了类似的前后信息。 

## 生物学基础

### 短期记忆的突触理论
许多研究者假设，短期记忆使用递质耗尽原理（transmitter depletion）来编码刺激. 根据这个假说，当一个刺激激活脑部某些区域的神经元，这些神经元的空间分布形成某个图样，神经元的激活会耗尽它们储存的神经递质，于是递质耗尽的神经元将刺激激活的图样固定下来，成为记忆的痕迹。记忆的痕迹会慢慢消失，因为神经递质的补充机制会使得这些神经元的递质恢复到刺激之前的水平。

## 和工作记忆的关系
短期记忆和工作记忆的关系在不同理论中有不同的描述，但是共识是这两个概念是不同的。工作记忆是一个理论性的框架，是用来临时存储和处理信息的结构和过程。所以，工作记忆也可以称为“工作注意”。工作记忆和注意共同在思维过程中扮演了重要角色。而短期记忆主要指的是短期存储信息的理论性神经行为，并不需要组织和改变信息。虽然有一些工作记忆的模型使用到了短期记忆，但是短期记忆的概念还是和这些更接近假设的概念相区别的。在阿兰·巴德利1986年提出的颇具影响力的工作记忆模型中，有两种短期记忆存储机制：语音环路（phonological loop）和视空间画板（visuospatial sketchpad）。大多数研究者都倾向于使用语音环路，因为大部分研究中使用的是语言材料。然而自1990年代以来，視覺短期記憶的研究有了大幅增长， 所以使用视空间模型的短期记忆研究工作也增加了。

## 短期记忆的持续时间
短期记忆最重要的特征是信息保持时间相当有限。在未经复述的条件下，大部分信息在短期记忆中保持的时间很短，通常在5－20秒，最长不超过1分钟。短期记忆有时也被称为电话号码式记忆，如同人们查到电话号码后立刻拨号，通完了话，号码也就随即忘掉。 
短期记忆的持续时间有限，如果没有某种记忆复诵，大约能有18秒。 这表明短期记忆自身就包含了随时间的快速衰减。 衰减的前提是许多短期记忆模型的一部分，最著名的就是巴德利工作記憶模型。短期记忆的衰减通常和快速内隐复述（
covert rehearsal）的想法同时出现：如果想要将进入短期记忆的信息长期保持，必须对这些信息进行复述——可以大声进行，也可以是无声的——通过内在言语形式进行。通过这种方式，信息将重新进入短期记忆，保留到下一个阶段。
然而，一些研究者认为衰减机制在短时间内的遗忘中所起的作用并不重要， 现有证据还不足以得出结论。一些人怀疑衰减造成短期记忆的遗忘机制，属于某种干扰的变体：当一些元素（例如数字、词语或者图片）同时进入短期记忆，它们会在回忆唤起时互相竞争，或者互相减弱。同时，新的内容会替换掉旧的内容，除非旧的内容因为复述或者受到注意而保持活跃。

## 短期记忆的容量
众所周知，我们在短时间内所能吸收的新信息的量存在一个上限，这是另一与短期记忆迅速遗忘有关的要素。这个上限就是短期记忆的容量限制，该容量限制常常被称为记忆广度。在记忆广度的测试中，实验者会展示一系列长度逐渐增加的对象（数字或者词），个体的记忆广度定义为他/她所能至少正确复述一半的最长信息长度。
短期记忆的容量非常有限。1956年，美国心理学家乔治·A·米勒发表了一篇题为《神奇的数字：7±2——我们信息加工能力的局限》的论文， 是早期非常有影响力的论文。他根据复述3至12位随机排列数字表的实验结果，发现信息一次呈现后，被试能回忆的最大数量——短时记忆的容量一般为7±2个单元。幼儿的记忆广度更为有限，通常是4±1个单元。中国学者测定的短时记忆广度是：无关联的汉字一次能记住6个，十进位数字为7个，线条排列为5个。最近的研究表明，这个神奇数字7，对于大学生回忆数字表的任务来说是差不多准确的，但是记忆广度随着测试人群和材料的不同变化很大。例如，对词语的记忆唤起能力，就取决于词语的许多特性：如果词语读出的时间较长，那么能回忆起的词就会减少，这被称为“词长效应”（word-length effect）。 如果词的语音之间比较类似，回忆起的词也会减少，这被称为“语音相似性效应”（phonological similarity effect）。 如果词语之间高度近似，或者都是常用词，那么回忆起的词会增多。 如果所有的词都是来自同一个语义类别（例如游戏类），回忆的效果也比从各种类别中选出的词要好。
记忆广度还与识记材料的性质及人们对材料的编码加工程度有关。若识记的材料是有意义、有联系、为人们所熟悉的，记忆广度将会增加。从已知的证据来看，对于短期记忆容量的最好估计是，大约4“个”或者“块”信息。  相反地，自由回忆中显示并无一个“量化的”极限，而是记忆能力随时间而减退。

### 复述
复述是通过在内心重复信息，从而使它保持在短期记忆中的过程。随着每一次重复信息，它会再次进入短期记忆，可以额外保持10-20秒（短期记忆的平均存储时间）。

### 组块
组块（Chunking）过程可以扩大人的短期记忆容量，它也是人将材料组织成有意义的分组的过程。所谓组块是指将若干较小单位联合成熟悉的、较大的单位的信息加工，也指这样组成的单位。一个块可以是一个数字、一个字母，也可以是一个单词、词组，还可以是一个短语。它所包含的信息可多可少，通常受主体原有知识经验的影响。例如，18个二进制数字序列101000100111001110如果将两个二进制数编为一个十进制的数，如10编为2，00编为0，01编为1，很快便把这18个数再编码为十进制的9个块，即220213032，若按4：1，每4个二进制的数编为1个十进制的数，1010编为10，0010编为2，0111编为7，0011编为3，那么上述18个数就编成4～5块，都能处于短时记忆容量之中。对于不熟悉二进制与十进制互换的人来说，同时记住这18个数是不可能的。组块化过程可从两方面进行：一是把时间和空间非常接近的单个项目组合起来，使之成为一个较大的块；二是利用一定的知识经验把单个项目组成有意义的块。要想扩大短时记忆的容量就必须对材料进行加工和组块。虽然人的短期记忆平均只能记住4个单位，但是组块可以大大增加回忆起信息的概率。
训练中使用现有长期记忆中的信息，可以使得组块的能力额外增强。在一个测试中，一个美国越野跑选手可以在一次聆听之后回忆起79个数字的字符串，他将数字分组块为不同的跑步时间（例如开始的4个数字1518，是跑三英里的时间）。

## 可能损害短期记忆的因素
记忆衰退是衰老中的自然过程。有研究调查了老年人是否会发生短期记忆能力的减退，分析了法国人的关于三种短期记忆任务（语言、视觉和空间）的标准数据，在55-85岁的参与者中发现了记忆的损害。

### 阿兹海默症
阿兹海默症引起的记忆失调在老年人当中很常见。将轻度到中度阿兹海默症患者的表现，和同年龄的健康人相比较， 研究者得出结论，阿兹海默症患者存在短期记忆唤起的衰退。情节记忆和叙述能力在阿兹海默症早期就会受到损害。虽然认知系统是互相广泛连接和相互作用的神经元网络，但是仍然有研究者假设，刺激词汇语义能力可能会从语义上帮助建立情节记忆。  他们发现，使用词汇语义刺激的治疗可能改善阿兹海默症患者的情节记忆。这也可能提供临床意见以对抗该病的退行性症状。

### 失语症
失语症在老年人中也很常见。失语症会造成许多语句理解的困难。 许多语言障碍病人常常抱怨自己记忆受损，也有很多病人的家庭成员证实，病人在回忆之前已知的名字和事件时会发生困难。许多研究证实，许多失语病人在完成需要视觉记忆的任务时会发生障碍。

### 精神分裂症
精神分裂症患者的核心症状和认知缺失有关。造成认知缺失的一个被忽视的因素是对时间的理解。  一个研究的结果证实了精神分裂患者主要的缺失是因为认知失调，他们对时间信息理解的效率降低。

### 高龄
年老和情节记忆的衰退相关。和年龄相关的记忆衰退，表现为难以将事件的记忆和单位结合起来。  有早先的研究使用混合积木测试来检验老年人的短期记忆衰退，发现了和年老有关联的记忆减退。  该研究和许多较早的研究，都为老年人的短期记忆减退提供着证据。

即使没有神经疾病和病症，老年人仍然会经历逐步的智力能力损失。有许多测试可以用来评估老年人的心理物理学状况，其中应用范围较广的有功能性前伸测试（functional reach test，FR）和简短智能测验（MMSE）。功能性前伸测试包括一系列保持平衡的任务，可以发现身体运动能力的损害；而MMSE包括许多智力测试题，可以发现认知能力的损害。

### PTSD
创伤后心理压力紧张综合症（PTSD）会改变人对情感相关信息的处理，会强烈改变与创伤相关的信息的注意，也会干扰认知过程。不考虑个体创伤的特别性，许多种类的认知损害都和PTSD有关，表现为注意力和语言记忆的缺失。

### 短期记忆与智力
关于短期记忆与智力和PTSD的关系的研究很少。然而，研究表明PTSD患者在本顿视觉保持测试（BVRT）中表现出短期非语言记忆的损害，然而在瑞文氏标准推理测验（RSPM）中表现正常，说明是记忆的损害影响了患者的智力。

## 短期记忆与长期记忆
短期记忆中的信息保持的时间很短，容量有限，这时如果插入新的识记活动，信息超出容量，或者未加复述，信息都会很快衰退被遗忘，而且无法恢复。但是如果加以复述，可以使即将消失的微弱信息重新强化，变得清晰、稳定，再经精细复述可转入长期记忆中加以保持。因此，复述是使短期记忆的信息转入长期记忆的关键。

### 文献
- Baddeley, A. D.; Thomson, N.; Buchanan, M.  (PDF). Journal of Verbal Learning and Verbal Behavior. 1975, 14 (6): 575–589. doi:10.1016/S0022-5371(75)80045-4. （原始内容 (PDF)存档于2008-09-18）.
- Brown, A.; Biederman, V.; Valera, E.; Lomedico, A.; Aleardi, M.; Makris, N.; Seidman, L. . Journal of Psychiatric Research. 2011, 46 (4): 476–483. PMC 3686289 . PMID 22272986. doi:10.1016/j.jpsychires.2012.01.008.
- Conrad, R.; Hull, A. J. . British Journal of Psychology. 1964, 55 (4): 429–432. PMID 14237884. doi:10.1111/j.2044-8295.1964.tb00928.x.
- Cowan, N. . Behavioral and Brain Sciences. 2001, 24: 1–185. doi:10.1017/s0140525x01003922.
- Davelaar, E. J.; Goshen-Gottstein, Y.; Haarmann, H. J.; Usher, M.; Usher, M. . Psychological Review. 2005, 112 (1): 3–42. PMID 15631586. doi:10.1037/0033-295X.112.1.3.
- Ericsson, K. A.; Chase, W. G.; Faloon, S. . Science. 1980, 208 (4448): 1181–1182. Bibcode:1980Sci...208.1181E. PMID 7375930. doi:10.1126/science.7375930.
- Lehrl, S., & Fischer, B. (1988)  The basic parameters of human information processing: their role in the determination of intelligence. Personality and individual Differences, 9, pp. 883–896. ()
- Miller, G. A. . Psychological Review. 1956, 63 (2): 81–97. PMID 13310704. doi:10.1037/h0043158. (pdf （页面存档备份，存于）)
- Nairne, J. S.; Dutta, A. . Journal of Memory and Language. 1992, 31 (3): 396–407. doi:10.1016/0749-596x(92)90020-x.
- Noack, H.; Lovden, M.; Lindenberger, U. . Psychology and Aging. 2012, 27 (3): 627–637. PMID 22563939. doi:10.1037/a0027251.
- Poirier, M.; Saint-Aubin, J. . Canadian Journal of Experimental Psychology. 1996, 50 (4): 408–412. PMID 9025332. doi:10.1037/1196-1961.50.4.408.
- Poirier, M.; Saint-Aubin, J. . Quarterly Journal of Experimental Psychology. 1995, 48A: 384–404. doi:10.1080/14640749508401396.
- Schacter, D. L. (1997): Searching for Memory: The Brain, the Mind, and the Past. ISBN 978-0-465-07552-2.
- Tarnow, Eugen (2005) The Short Term Memory Structure In State-Of-The Art Recall/Recognition Experiments of Rubin, Hinton and Wentzel （页面存档备份，存于）, Cognitive Neurodynamics.
- Tarnow, Eugen (2007) Response probability and latency:  a straight line, an operational definition of meaning and the structure of short term memory （页面存档备份，存于）
- Tarnow, Eugen (2008)  Short Term Memory May Be the Depletion of the Readily Releasable Pool of Presynaptic Neurotransmitter Vesicles （页面存档备份，存于）, Cognitive Neurodynamics.
- Wheeler, Mary E.; Treisman, Anne M. . Journal of Experimental Psychology. 2002, 131 (1): 48–64. PMID 11900102.
- Tarnow, Eugen (2009)  The Atkinson–Shiffrin model is wrongGeneral([永久])